# 生人迴避
《生人迴避》（義大利語：Zombi 2）是一部1979年的意大利喪屍片，由卢乔·富尔奇执导。该片改编自达尔达诺·萨切蒂（Dardano Sacchetti）的原创剧本，作为喬治·A·羅梅羅1978年电影《生人勿近》的续集，後者在意大利以《Zombi》为名上映。电影主演包括蒂莎·法罗（Tisa Farrow）、伊恩·麦卡洛克（Ian McCulloch）和理查德·约翰逊（Richard Johnson），配乐由富尔奇的常合作伙伴法比奥·弗里兹（Fabio Frizzi）完成。弗里兹的配乐已独立发行，他也曾在巡演中现场演奏。
电影的背景设定在一个受巫毒诅咒的加勒比岛上，岛上的死者变成丧尸攻击生者。一位科学家的女儿在她父亲的船只在纽约市遗弃后，前往该岛寻找真相。编剧希望通过该片让职业生涯回到“经典丧尸故事”上来。《生人迴避》在意大利拍摄，部分场景在纽约和聖多明哥取景。
该片制作预算仅为4.1亿義大利里拉，但国际票房收入是其制作成本的几倍。电影在英国上映时引发争议，片名为《丧尸食肉者》（Zombie Flesh Eaters），并被列入“video nasty”（令人厭惡的影片）名单。然而，随着时间的推移，该片逐渐获得影评人的更多认可，并收获了邪典电影的地位。

## 劇情
一艘被遗弃的船漂入纽约港，两名港口巡逻员登船检查。一名隐藏的丧尸杀死了一名巡逻员，但被另一名巡逻员射杀后落入海中。死去的巡逻员的尸体被送往停尸房。安妮·鲍尔斯被警方质询，因为船是她父亲的。她声称父亲在加勒比岛马图尔进行研究。英国记者彼得·韦斯特（伊恩·麦卡洛克 Ian McCulloch 饰）调查此事，并得知鲍尔斯的父亲在岛上患有一种奇怪的疾病。他们雇了一艘船和两名向导——布莱恩·赫尔和他的女友苏珊·巴雷特——前往马图尔。
与此同时，在马图尔，英国医生大卫·梅纳德和妻子保拉正在研究丧尸复活现象。保拉希望逃离岛屿，但梅纳德坚持留下。当晚，保拉独自在家时，一只丧尸试图闯入；她推门阻挡，但丧尸的手臂打破门板。保拉被拖过破洞并被木片刺穿眼睛致死。
接近马图尔时，巴雷特在船周围的海洋中潜水。她遇到了一条鲨鱼，逃到珊瑚礁后被一只潜水丧尸袭击。浮上海面后，她返回船上，此时鲨鱼和丧尸互相攻击。最终，船到达马图尔。
梅纳德发现他的一个同事弗里茨死于丧尸感染。他告诉剩余的工作人员要射击所有死者的头部。在挖掘一具尸体的坟墓时，他听到信号弹的声音，并跟随它发现了船上的人群。梅纳德让他们回到他的庄园去找他的妻子，结果发现保拉的尸体被丧尸吃掉。众人击退了丧尸攻击并逃到一辆吉普车上，韦斯特在车撞到丧尸后偏离道路受伤。在一片丛林空地上休息时，众人意识到他们遇到了一片征服者时代的墓地；巴雷特被一具从地里爬出的尸体咬喉而死。
随着更多尸体复活，众人逃到当地医院，梅纳德解释说死者复活是由于巫毒诅咒，他一直在试图阻止这种情况。医院被丧尸围攻，梅纳德被复活的弗里茨杀死。当丧尸试图进入医院时，被感染的患者也复活了，杀死了几名留守的医院工作人员。当外面的丧尸突破大门时，鲍尔斯、韦斯特和赫尔放火烧毁了建筑并开始射击丧尸；复活的巴雷特咬伤赫尔的手臂，但被韦斯特射杀。鲍尔斯、韦斯特和赫尔逃到船上离开了岛屿。在海上，赫尔死于感染，他的尸体被锁在一个舱室里作为证据。然而，当船再次接近纽约时，广播报道说这座城市正受到丧尸袭击——这是开头港口那次袭击的结果。